# 丹下左膳 飛燕居合斬り
『丹下左膳 飛燕居合斬り』（たんげさぜん ひえんいあいきり）は、1966年（昭和41年）5月21日公開の日本映画。東映京都製作・東映配給。監督・五社英雄、主演・中村錦之助 (萬屋錦之介)。カラー、91分。
テレビ出身の五社英雄が東映京都撮影所に初めて招かれて監督した異色剣豪もの。林不忘の原作を田坂啓と五社が共同で脚色。撮影は「仁義なき戦い」シリーズなどで知られる吉田貞次。

## スタッフ
- 監督：五社英雄
- 企画：小川三喜雄、松平乗道
- 脚色：田坂啓
- 原作：林不忘
- 撮影：吉田貞次
- 音楽：津島利章
- 美術：塚本隆治

## キャスト
- 丹下左膳：中村錦之助 (萬屋錦之介)
- 柳生源三郎：木村功
- お藤：淡路恵子
- 萩乃：入江若葉
- 与吉：藤岡琢也
- ちょび安：金子吉延
- 愚楽老人：河津清三郎
- 蒲生泰軒：天津敏
- 将軍吉宗：穂高稔
- 田丸主水正：中村錦司
- 大垣：福本清三
- 尾関出雲：織本順吉
- ドロ亀：人見きよし
- 若旦那：平参平
- 隠密二：宍戸大全
- 柳生藩士二：五十嵐義弘
- 柳生対馬守：丹波哲郎
- 大岡越前守：大友柳太朗

## 製作

### 企画
1964年2月、大川博東映社長から東映京都撮影所（以下、東映京都）のリストラの命を受け、東映東京撮影所所長から、東映京都の所長に復帰した岡田茂は、不入りの続く東映伝統の時代劇映画から、任侠映画への転換を図り、1965年に至り、興行的失敗を重ねる時代劇からの撤退を宣言した。同年を境に岡田は映画は任侠映画のみ製作、時代劇は全て急激に普及していたテレビで製作するという大改革を行う。しかし、トップスターの中村錦之助 (萬屋錦之介)は、この路線変更に反対していた。やむなく岡田は錦之助だけには時代劇の企画を宛がった。錦之助は巨匠監督とのタッグを望んだが、時代劇は時間も予算もかかる上に、それに見合う収益も見込めない。しかも東映京都の監督たちは岡田の指示で任侠映画に掛かりきりで人員も割けない。そこで岡田の目にとまったのが五社英雄だった。不振の一途をたどる日本映画にあって、刺激的なアクションを次々に送り出す五社の演出は得難い才能で、テレビ出身の五社なら現場で巨匠ぶることは考えにくく、時間も予算も枠内で収めてくれる上に、これまでの東映時代劇とは異なる刺激的な演出も期待でき、錦之助を納得させられると岡田は考えた。五社としても『三匹の侍』などでテレビで出来る時代劇演出は極めた感があり、映画での演出を希望し、東映京都という時代劇のメッカで、トップスターの錦之助の作品となれば申し分はないという考えがあった。こうして企画されたのが本作となる。『週刊朝日』1966年2月25日号に「錦之助は、いま撮影中の『沓掛時次郎 遊侠一匹』と、5月までに司馬遼太郎の『俄』（にわか）を映画化すると契約を完了」と書かれているため、本作ではなく『俄』を製作する予定だったものと見られる。

### 撮影
五社も錦之助も気風のいい江戸っ子同士で最初から意気投合し、撮影もスムーズに進んだ。岡田は五社と錦之助のコンビで「丹下左膳」をすぐにシリーズ化させたかったが、文学志向を強めていた錦之助が娯楽映画で一つのイメージに定着することを拒み、このコンビはこの一作となった。また当時、錦之助は俳優組合の委員長にまつり上げられた後、東映からの独立を岡田を介して大川社長に告げ、三者の話し合いにより、また東映に帰ってこれるように4本の映画に出演し円満退社と決まっていたため、本作出演後、東映を退社した。

### 後続作品への影響
五社のスピーディなアクション演出を高く買った岡田は、五社を何とか繋ぎとめておきたいと「低予算だったら、好きなのを撮っていいぞ」と五社に次回作を任せ、五社が企画したのが夏八木勲が野性的な賞金稼ぎを演じた西部劇調のアクション時代劇中編『牙狼之介』と『牙狼之介 地獄斬り』であった。

## 同時上映
『三等兵親分』
- 脚本：棚田吾郎 / 監督：瀬川昌治 / 主演：江原真二郎